# Maciej Mysiak
Maciej Mysiak (ur. 4 lutego 1984 w Radziszewie) – polski piłkarz występujący na pozycji obrońcy. 

## Kariera

### Początki kariery
Mysiak rozpoczął swoją karierę w klubie Odrzanka Radziszewo, z którego trafił następnie do Energetyka Gryfino. Sezon 2002/03 spędził już jako zawodnik pierwszego zespołu.

### Wisła Kraków
Latem 2003 trafił do Wisła Kraków, gdzie początkowo występował tylko w rezerwach. W barwach pierwszego zespołu zadebiutował 4 sierpnia 2004 roku w wygranym 3:0 spotkaniu II rundy eliminacyjnej Ligi Mistrzów z gruzińskim WIT Georgia Tbilisi. Swój drugi i zarazem ostatni mecz w barwach Wisły rozegrał 1 grudnia 2004. Stało się podczas wygranego 4:0 spotkania z Koszarawą Żywiec rozegranym w ramach Pucharu Polski.

### GKS Katowice
Pod koniec lutego 2005 został na pół roku wypożyczony do pierwszoligowego wówczas GKS Katowice. 19 marca 2005 podczas ligowego starcia z Dyskobolią Grodzisk Wielkopolski zadebiutował w barwach nowego zespołu. Po raz ostatni w barwach GKS-u wybiegł na boisko 12 czerwca 2005 podczas ligowego meczu z Górnikiem Zabrze.

### Lechia Gdańsk
Przed sezonem 2005/06 został ponownie wypożyczony, tym razem do zespołu Lechii Gdańsk, w której barwach zadebiutował 30 lipca 2005 roku w ligowym meczu z Jagiellonią Białystok. 28 września 2005 w ligowym spotkaniu z Radomiakiem Radom zdobył swojego pierwszego gola w seniorskim futbolu. Swoją przygodę z Lechią zakończył 10 czerwca 2006 ligowym spotkaniem z Zawiszą Bydgoszcz.

### Unia Janikowo
Pod koniec lipca 2006 trafił na kolejne wypożyczeniem, tym razem do Unii Janikowo. 29 lipca 2006 roku zadebiutował w barwach Unii w ligowym spotkaniu ze swoim byłym klubem, Lechią Gdańsk. W spotkaniu tym zdobył także bramkę, dzięki której zapewnił swojemu zespołowi remis. Latem 2007, po zakończeniu okresu wypożyczenia został definitywnie sprzedany do Unii, czym zakończył swoją czteroletnią przygodę z Wisłą Kraków.

### Pogoń Szczecin
Pod koniec lipca 2009 został zawodnikiem Pogoni Szczecin. 1 sierpnia 2009 zadebiutował w Pogoni. Stało się to podczas ligowego spotkania z GKS Katowice. Wraz z klubem ze Szczecina doszedł do finału Pucharu Polski, w którym Pogoń przegrała z Jagiellonią.

### GKS Bełchatów
Zimą 2010 podpisał kontrakt z GKS Bełchatów, który miał obowiązywać od sezonu 2011/12, jednakże ostatecznie przeszedł on do nowego klubu już przed rundą wiosenną sezonu 2010/11. 26 lutego 2011 roku podczas ligowego spotkania z Polonią Bytom zadebiutował w barwach GKS-u.

### Warta Poznań
20 lutego 2012 na zasadzie transferu definitywnego przeszedł do pierwszoligowej Warty Poznań. W styczniu 2013 za porozumieniem stron rozstał się klubem.

### Flota Świnoujście
6 stycznia 2012 piłkarz podpisał kontrakt Flotą Świnoujście.

## Statystyki kariery
stan na 3 sierpnia 2012
| Klub                 | Sezon              | Liga               | Liga  | Liga   | Puchar Polski | Puchar Polski | Puchar Ekstraklasy | Puchar Ekstraklasy | Europa | Europa | Suma  | Suma   |
| Klub                 | Sezon              | Liga               | Mecze | Bramki | Mecze         | Bramki        | Mecze              | Bramki             | Mecze  | Bramki | Mecze | Bramki |
| -------------------- | ------------------ | ------------------ | ----- | ------ | ------------- | ------------- | ------------------ | ------------------ | ------ | ------ | ----- | ------ |
| Wisła Kraków         | 2004/05            | I liga             | 0     | 0      | 1             | 0             | –                  | –                  | 1      | 0      | 2     | 0      |
| GKS Katowice (wyp.)  | 2004/05            | I liga             | 7     | 0      | 0             | 0             | –                  | –                  | –      | –      | 7     | 0      |
| Lechia Gdańsk (wyp.) | 2005/06            | II liga            | 30    | 1      | 0             | 0             | –                  | –                  | –      | –      | 30    | 1      |
| Unia Janikowo (wyp.) | 2006/07            | II liga            | 21    | 2      | 0             | 0             | –                  | –                  | –      | –      | 21    | 2      |
| Unia Janikowo        | 2007/08            | III liga           | 29    | 5      | 1             | 0             | –                  | –                  | –      | –      | 30    | 5      |
| Unia Janikowo        | 2008/09            | II liga            | 32    | 8      | 0             | 0             | –                  | –                  | –      | –      | 32    | 8      |
| Pogoń Szczecin       | 2009/10            | I liga             | 30    | 1      | 9             | 1             | –                  | –                  | –      | –      | 39    | 2      |
| Pogoń Szczecin       | 2010/11            | I liga             | 8     | 2      | 1             | 0             | –                  | –                  | –      | –      | 9     | 2      |
| GKS Bełchatów        | 2010/11            | Ekstraklasa        | 9     | 0      | 0             | 0             | –                  | –                  | –      | –      | 9     | 0      |
| GKS Bełchatów        | 2011/12            | Ekstraklasa        | 8     | 1      | 1             | 0             | –                  | –                  | –      | –      | 9     | 1      |
| Warta Poznań         | 2011/12            | I liga             | 14    | 2      | –             | –             | –                  | –                  | –      | –      | 14    | 2      |
| Ogólnie w karierze   | Ogólnie w karierze | Ogólnie w karierze | 188   | 22     | 13            | 1             | 0                  | 0                  | 1      | 0      | 201   | 23     |